# Platja de la Farella del Mig
La platja de la Farella del Mig és una platja semiurbana del municipi de Llançà (Alt Empordà) que limita al nord amb la platja de la Farella, separades per un petit promontori rocallós que s'endinsa en el mar, i pel sud té continuïtat cap a la platja de les Tonyines. Té una longitud de 97 m i una amplada mitjana de 15 m, formada per sorra fina i grava, té un pendent d'entrada a l'aigua suau. Està orientada al sud-est.